# Selmer
Selmer – miasto w Stanach Zjednoczonych, w stanie Tennessee, siedziba administracyjna hrabstwa McNairy.